# Jerrold Pete Mangliwan
Jerrold Pete Mangliwan ist ein Rollstuhlrennfahrer von den Philippinen, der bei den ASEAN Para Games 2016 in Singapur, den Para-Asienspielen 2014 in Incheon und 2018 in Jakarta sowie bei den Sommer-Paralympics 2016 in Rio de Janeiro antrat. Dabei startet er in der Startklasse T52.

## Sportliche Karriere
Mangliwan erkrankte im Alter von zwei Jahren an Polio und ist in Folge der Erkrankung querschnittsgelähmt. Im Jahr 2009 begann er mit dem Rollstuhlsport auf Anraten eines Freundes.
Bei den ASEAN Para Games 2016 gewann Mangliwan jeweils die Goldmedaille im 100-Meter- und 200-Meter-Rennen T52 sowie die Silbermedaille im 400-Meter-Rennen T52. Bei den Sommer-Paralympics 2016 in Rio de Janeiro war er der einzige Leichtathlet, der sich für die philippinische Mannschaft qualifizieren konnte. Er trat im 100-Meter- und im 400-Meter-Rennen T52 an, wobei er in letzteren als Dritter seiner Vorlaufsgruppe im Finale startete und dort den Rang 7 errang.

## Belege
1. 1 2  Mangliwan, Jerrold Pete. In: International Paralympic Committee. Abgerufen am 26. Januar 2020.
2. ↑  Olmin Leyba:  Mangliwan gains berth in Rio Paralympics In: The Philippine Star, 21. Juli 2016. Abgerufen am 26. Januar 2020